# Java OpenGL
Java OpenGL (JOGL) — библиотека, представляющая собой прямую привязку функций OpenGL к языку программирования Java. Является эталонной реализацией спецификации JSR-231 (Java Bindings to OpenGL). Отмечена независимым сообществом opengl.org (см. Programming Language Bindings to OpenGL). Изначально библиотека разрабатывалась Кеннетом Бредли Расселом и Кристофером Джоном Клайном, а позже группой Game Technology Group компании Sun Microsystems. В настоящее время является независимым открытым проектом.
JOGL предоставляет программисту доступ ко всем возможностям API OpenGL спецификации 4.5 и ко всем расширениям OpenGL от ведущих производителей. JOGL предоставляет доступ и к двум основным дополнениям OpenGL — ко вспомогательной библиотеке OpenGL (GLU) и к инструментарию разработчика на OpenGL (GLUT) (за исключением возможностей GLUT, связанных с оконной системой, так как Java имеет свою кроссплатформенную высокоуровневую оконную систему AWT и Swing).
Также библиотека JOGL содержит несколько дополнительных классов, не описанных в спецификации JSR-231, служащих для удобства обработки данных для команд OpenGL и связанных с особенностями языка Java (такими как файловый ввод-вывод данных OpenGL, подготовка текстур, подготовка массивов данных для OpenGL).

## Решение
JOGL реализует доступ к низкоуровневому API библиотеки OpenGL, написанной на языке Си, посредством интерфейса JNI. Для корректной работы JOGL предполагается, что программное и аппаратное окружение поддерживает OpenGL.
JOGL отличается от других OpenGL-оболочек тем, что, по сути, просто предоставляет программисту возможность работать с API OpenGL посредством обращения к командам OpenGL через вызовы соответствующих методов с привычными Java-разработчику типами аргументов, размещённых в нескольких классах, вместо инкапсулирования функциональных возможностей OpenGL в какую-либо объектно-ориентированную парадигму. Действительно, большинство внутреннего кода JOGL сгенерировано автоматически по заголовочным файлам языка Си специальной утилитой Gluegen, специально написанной, чтобы облегчить создание JOGL.
Такое решение имеет свои преимущества и недостатки. Особенности архитектуры OpenGL, представляющего собой, с одной стороны, дискретный автомат, а с другой — процедурный API, не соответствуют подходу к программированию на Java. Однако прямое отображение OpenGL API на множество методов Java заметно упрощает перенос уже написанного на Си OpenGL-кода на Java. Малый уровень абстракции JOGL даёт возможность построения довольно эффективных с точки зрения скорости выполнения программ, но вместе с тем усложняет процесс программирования по сравнению с более высокоуровневыми и по-настоящему объектно-ориентированными библиотеками-оболочками над OpenGL для Java (например, такими, как Java3D). Также, поскольку существенная доля внутреннего кода сгенерирована автоматически, любые изменения в OpenGL (такие как развитие библиотеки или появление новых расширений) могут быть оперативно добавлены в JOGL его разработчиками.

## Состояние разработки и стандартизация
По уверениям разработчиков, на 2023 год JOGL поддерживает полный доступ ко всем возможностям спецификации OpenGL 4.5.
Последний стабильный релиз JOGL версии 2.5.0 является эталонной реализацией (англ. reference implementation) JSR-231 (Java Bindings for OpenGL).
Релиз 1.1.1 обеспечил ограниченную работу с надстройкой GLU NURBS, (рисование кривых линий и поверхностей через стандартный GLU API). Планировалось выпустить переработанную спецификацию JSR-231 1.1.1 и добавить в API JSR-231 точки входа, связанные с NURBS.
В версии 2.3.2 предоставляется полный доступ к OpenGL API версий 1.0 — 4.5, а также спецификациям ES 1, ES 2 and ES 3 и почти всем расширениям.
Планируется поддержка Wayland и Vulkan.

## Обзор спецификации JSR-231: сопряжение Java с API OpenGL
Спецификация JSR-231: сопряжение Java с API OpenGL (англ. Java(TM) binding to the OpenGL(R) API), —
определяет модель привязки собственной реализации библиотеки OpenGL (реализации под конкретную операционную систему) к языку программирования Java.
Спецификация JSR-231 определяет два пакета:
- javax.media.opengl — реализует спецификацию ядра OpenGL 2.0 с поддержкой доступных на момент написания JSR-231 расширений OpenGL
- javax.media.opengl.glu — реализует спецификацию стандартного дополнения GLU 1.3 за исключением GLU NURBS

(В JOGL оба пакета размещены в библиотеке в jar-файле jogl.jar)

## Взаимодействие Java 2D и OpenGL
Начиная с Java Standard Edition версии 1.6, Java 2D API и OpenGL могут взаимодействовать посредством JOGL:
- наложение компонентов Swing на поверхность OpenGL
- осуществление вывода средствами OpenGL на поверхности компонентов элементов Java 2D (см. пример создания кнопки с иконкой, визуализированной средствами OpenGL (англ.))
- использование 3D графики везде, где могут использоваться графические компоненты Swing
- осуществление вывода средствами Java 2D на поверхности OpenGL

## 3D Tetrahedron Example
Программа показывает пример простейшей отрисовки тетраэдра с использованием JOGL.
Класс JavaRenderer — использует GLAutoDrawable для отрисовки 3D-сцены.
```
import
 
com.jogamp.opengl.GL
;

import
 
com.jogamp.opengl.GL2
;

import
 
com.jogamp.opengl.GLEventListener
;

import
 
com.jogamp.opengl.GLAutoDrawable
;

import
 
com.jogamp.opengl.glu.GLU
;

public
 
class
 
JavaRenderer
 
implements
 
GLEventListener
 
{

   
private
 
float
 
rotateT
 
=
 
0.0f
;

   
private
 
static
 
final
 
GLU
 
glu
 
=
 
new
 
GLU
();

   
public
 
void
 
display
(
GLAutoDrawable
 
gLDrawable
)
 
{

       
final
 
GL2
 
gl
 
=
 
gLDrawable
.
getGL
().
getGL2
();

       
gl
.
glClear
(
GL
.
GL_COLOR_BUFFER_BIT
);

       
gl
.
glClear
(
GL
.
GL_DEPTH_BUFFER_BIT
);

       
gl
.
glLoadIdentity
();

       
gl
.
glTranslatef
(
0.0f
,
 
0.0f
,
 
-
5.0f
);

       
gl
.
glRotatef
(
rotateT
,
 
1.0f
,
 
0.0f
,
 
0.0f
);

       
gl
.
glRotatef
(
rotateT
,
 
0.0f
,
 
1.0f
,
 
0.0f
);

       
gl
.
glRotatef
(
rotateT
,
 
0.0f
,
 
0.0f
,
 
1.0f
);

       
gl
.
glRotatef
(
rotateT
,
 
0.0f
,
 
1.0f
,
 
0.0f
);

       
gl
.
glBegin
(
GL2
.
GL_TRIANGLES
);

       
// Front

       
gl
.
glColor3f
(
0.0f
,
 
1.0f
,
 
1.0f
);
 

       
gl
.
glVertex3f
(
0.0f
,
 
1.0f
,
 
0.0f
);

       
gl
.
glColor3f
(
0.0f
,
 
0.0f
,
 
1.0f
);
 

       
gl
.
glVertex3f
(
-
1.0f
,
 
-
1.0f
,
 
1.0f
);

       
gl
.
glColor3f
(
0.0f
,
 
0.0f
,
 
0.0f
);
 

       
gl
.
glVertex3f
(
1.0f
,
 
-
1.0f
,
 
1.0f
);

       
// Right Side Facing Front

       
gl
.
glColor3f
(
0.0f
,
 
1.0f
,
 
1.0f
);
 

       
gl
.
glVertex3f
(
0.0f
,
 
1.0f
,
 
0.0f
);

       
gl
.
glColor3f
(
0.0f
,
 
0.0f
,
 
1.0f
);
 

       
gl
.
glVertex3f
(
1.0f
,
 
-
1.0f
,
 
1.0f
);

       
gl
.
glColor3f
(
0.0f
,
 
0.0f
,
 
0.0f
);
 

       
gl
.
glVertex3f
(
0.0f
,
 
-
1.0f
,
 
-
1.0f
);

       
// Left Side Facing Front

       
gl
.
glColor3f
(
0.0f
,
 
1.0f
,
 
1.0f
);
 

       
gl
.
glVertex3f
(
0.0f
,
 
1.0f
,
 
0.0f
);

       
gl
.
glColor3f
(
0.0f
,
 
0.0f
,
 
1.0f
);
 

       
gl
.
glVertex3f
(
0.0f
,
 
-
1.0f
,
 
-
1.0f
);

       
gl
.
glColor3f
(
0.0f
,
 
0.0f
,
 
0.0f
);
 

       
gl
.
glVertex3f
(
-
1.0f
,
 
-
1.0f
,
 
1.0f
);

       
// Bottom

       
gl
.
glColor3f
(
0.0f
,
 
0.0f
,
 
0.0f
);
 

       
gl
.
glVertex3f
(
-
1.0f
,
 
-
1.0f
,
 
1.0f
);

       
gl
.
glColor3f
(
0.1f
,
 
0.1f
,
 
0.1f
);
 

       
gl
.
glVertex3f
(
1.0f
,
 
-
1.0f
,
 
1.0f
);

       
gl
.
glColor3f
(
0.2f
,
 
0.2f
,
 
0.2f
);
 

       
gl
.
glVertex3f
(
0.0f
,
 
-
1.0f
,
 
-
1.0f
);

       
gl
.
glEnd
();

       
rotateT
 
+=
 
0.2f
;

   
}

   
public
 
void
 
init
(
GLAutoDrawable
 
gLDrawable
)
 
{

       
final
 
GL2
 
gl
 
=
 
gLDrawable
.
getGL
().
getGL2
();

       
gl
.
glShadeModel
(
GL2
.
GL_SMOOTH
);

       
gl
.
glClearColor
(
0.0f
,
 
0.0f
,
 
0.0f
,
 
0.0f
);

       
gl
.
glClearDepth
(
1.0f
);

       
gl
.
glEnable
(
GL
.
GL_DEPTH_TEST
);

       
gl
.
glDepthFunc
(
GL
.
GL_LEQUAL
);

       
gl
.
glHint
(
GL2
.
GL_PERSPECTIVE_CORRECTION_HINT
,
GL
.
GL_NICEST
);

   
}

 
public
 
void
 
reshape
(
GLAutoDrawable
 
gLDrawable
,
 
int
 
x
,
 

   
int
 
y
,
 
int
 
width
,
 
int
 
height
)
 
{

       
final
 
GL2
 
gl
 
=
 
gLDrawable
.
getGL
().
getGL2
();

       
if
(
height
 
<=
 
0
)
 
{

           
height
 
=
 
1
;

       
}

       
final
 
float
 
h
 
=
 
(
float
)
width
 
/
 
(
float
)
height
;

       
gl
.
glMatrixMode
(
GL2
.
GL_PROJECTION
);

       
gl
.
glLoadIdentity
();

       
glu
.
gluPerspective
(
50.0f
,
 
h
,
 
1.0
,
 
1000.0
);

       
gl
.
glMatrixMode
(
GL2
.
GL_MODELVIEW
);

       
gl
.
glLoadIdentity
();

   
}

public
 
void
 
dispose
(
GLAutoDrawable
 
arg0
)
 
{

	

}

}

```

JavaDia класс—Основной класс отвечающий за вызов выполнение JavaRenderer. Код рисует 3D-сцену в GLCanvas'е.
```
import
 
java.awt.Frame
;

import
 
java.awt.event.KeyEvent
;

import
 
java.awt.event.KeyListener
;

import
 
java.awt.event.WindowAdapter
;

import
 
java.awt.event.WindowEvent
;

import
 
com.jogamp.opengl.awt.GLCanvas
;

public
 
class
 
JavaDia
 
implements
 
Runnable
,
 
KeyListener
 
{

    
private
 
static
 
Thread
 
displayT
 
=
 
new
 
Thread
(
new
 
JavaDia
());

    
private
 
static
 
boolean
 
bQuit
 
=
 
false
;

    
public
 
static
 
void
 
main
(
String
[]
 
args
)
 
{

        
displayT
.
start
();

    
}

    
public
 
void
 
run
()
 
{

        
Frame
 
frame
 
=
 
new
 
Frame
(
"Jogl 3D Shape/Rotation"
);

        
GLCanvas
 
canvas
 
=
 
new
 
GLCanvas
();

        
int
 
size
 
=
 
frame
.
getExtendedState
();

        

        
canvas
.
addGLEventListener
(
new
 
JavaRenderer
());

        
frame
.
add
(
canvas
);

        
frame
.
setUndecorated
(
true
);

        
size
 
|=
 
Frame
.
MAXIMIZED_BOTH
;

        
frame
.
setExtendedState
(
size
);

        
canvas
.
addKeyListener
(
this
);

        
frame
.
pack
();

        
frame
.
setLocationRelativeTo
(
null
);

        

        
frame
.
addWindowListener
(
new
 
WindowAdapter
()
 
{

            
public
 
void
 
windowClosing
(
WindowEvent
 
e
)
 
{

                
bQuit
 
=
 
true
;

                
System
.
exit
(
0
);
                

            
}

        
});

        
frame
.
setVisible
(
true
);

        
canvas
.
requestFocus
();

        
while
(
 
!
bQuit
 
)
 
{

            
canvas
.
display
();

        
}

    
}

    
public
 
void
 
keyPressed
(
KeyEvent
 
e
)
 
{

        
if
(
e
.
getKeyCode
()
 
==
 
KeyEvent
.
VK_ESCAPE
)
 
{

       	 
displayT
 
=
 
null
;

       	 
bQuit
 
=
 
true
;

            
System
.
exit
(
0
);

        
}

    
}

    
public
 
void
 
keyReleased
(
KeyEvent
 
e
)
 
{

    
}

    
public
 
void
 
keyTyped
(
KeyEvent
 
e
)
 
{

    
}

}

```

## Инсталляция, подключение и использование
Поставка JOGL включает следующие части:
- Документацию к API.
- Несколько поставок исполняемого кода библиотеки под различные платформы. Каждая поставка содержит:
  - две бинарные java библиотеки (gluegen-rt.jar и jogl.jar), которые программист должен подключить к исполняемому java-коду. Файлы размещены в подкаталоге lib
  - дополнительные нативные модули — runtime-окружение для исполнения кода библиотек JOGL. Файлы размещены в подкаталоге lib
  - краткое руководство пользователя (файл Userguide.html (англ.)), историю изменений версий JOGL (файл CHANGELOG.txt (англ.)), информацию об авторских правах (файл COPYRIGHT.txt (англ.)), лицензионную информацию (файл LICENSE-JOGL-[сигнатура версии].txt (англ.)), краткие инструкции (файл README.txt (англ.)). Файлы размещены в корневом каталоге библиотеки
- исходные тексты java-библиотек JOGL
- общую поставку, содержащую весь бинарный java-код JOGL и все варианты нативного runtime-окружения, предназначенную для приложений архитектуры Java Web Start и java-апплетов
- бинарный java-код примеров
- исходный java-код примеров

Каждая часть библиотеки JOGL поставляется в отдельном zip архиве. В имени zip-архива отражено название части, информация о версии JOGL, а также информация о программно-аппаратной платформе, если часть содержит нативные компоненты.